# Artan Shkreli
Artan Shkrel (Tirana 8 de marzo de 1964) es un arquitecto y político albanés.

## Biografía
Formado en arquitectura en la Universidad de Tirana, se especializó como proyectista en Italia. Trabajó como arquitecto y se formó también en restauración en Bolonia. Más tarde, realizó un posgrado en eficiencia energética de edificios en Macedonia. Fue responsable de programas internacionales sobre bioarquitectura en Bolonia, fundador de la ONG Albanian Fund for Monuments, que promueve el valor del patrimonio cultural del país y, de 1998 a 2002, director general del Instituto de Monumentos Culturales.
Viceministro del Ministerio de Infraestructuras y Energía del gobierno de Albania desde 2017, anteriormente había sido consejero territorial del primer ministro Edi Rama. De 2008 a 2012 presidió la Asociación de Arquitectos de Albania (Shoqates se Arkitekteve te Shqipërise, SHASH). Es miembro de ICOMOS (International Council on Monuments and Sites) y del comité de expertos del Premio Europeo del Espacio Público Urbano.